# جین استیپلتون
 جین استیپلتون (انگلیسی: Jean Stapleton؛ ‏ ۱۹ ژانویهٔ ۱۹۲۳ – ۳۱ مهٔ ۲۰۱۳) بازیگر اهل ایالات متحده آمریکا بود. وی بین سال‌های ۱۹۴۱ تا ۲۰۰۱ میلادی فعالیت می‌کرد.
از فیلم‌ها یا برنامه‌های تلویزیونی که وی در آن نقش داشته است، می‌توان به همگی در خانواده اشاره کرد.